# Стокбридж
Стокбридж (на английски: Stockbridge) е град в окръг Бъркшър, Масачузетс, Съединени американски щати. Основан е през 1734 и се намира на 20 km южно от Питсфийлд. Населението му е 1906 души (по приблизителна оценка от 2017 г.).
В Стокбридж умира теологът Райнхолд Нибур (1892 – 1971).